# Фудбал на Летњим олимпијским играма 1956.
Фудбалско такмичење на Летњим олимпијским играма 1956. године освојио је Совјетски Савез.

## Стадиони
| Мелбурн           | Мелбурн            |
| ----------------- | ------------------ |
| Олимпијски Парк   | Стадион Мелбурн    |
| Капацитет: 40.000 | Капацитет: 104.000 |
|                   |                    |

## Завршни турнир
| Индија | повученo 1 | Мађарска |
| ------ | ---------- | -------- |
|        |            |          |

| Индонезија | повучено 1 | Јужни Вијетнам |
| ---------- | ---------- | -------------- |
|            |            |                |

| Кина | 2 | Турска |
| ---- | - | ------ |
|      |   |        |

| Бугарска | повучено 1 | Египат |
| -------- | ---------- | ------ |
|          |            |        |

| Сједињене Државе | 3 | Југославија |
| ---------------- | - | ----------- |
|                  |   |             |

| Совјетски Савез            | 2 : 1    | Немачка   |
| -------------------------- | -------- | --------- |
| Исајев 23’ · Стрелтсов 86’ | Извештај | Хабиг 89’ |

| Велика Британија                                                                      | 9 : 0    | Тајланд |
| ------------------------------------------------------------------------------------- | -------- | ------- |
| Твисел 12’ 20’ · Левис 21’ (p.k.) · Лејборн 30’ 82’ 85’ · Броумилов 75’ 78’ · Топ 90’ | Извештај |         |

| Аустралија                       | 2 : 0    | Јапан |
| -------------------------------- | -------- | ----- |
| Мекмилан 26’ (пен.) · Лоурен 61’ | Извештај |       |

1Египат, Јужни Вијетнам и Мађарска су се повукле са утакмица.
2Оба тима су се повукла.
3Пошто се повукло пет првобитних шеснаест тимова, утакмица је одложена за четвртфинале.

### Четвртфинале
| Југославија                                                             | 9 : 1    | Сједињене Државе |
| ----------------------------------------------------------------------- | -------- | ---------------- |
| Веселиновић 10’ 84’ 90’ · Антић 12’ 73’ · Мујић 16’ 35’ 56’ · Папец 20’ | Извештај | Зерхусен 42’     |

| Совјетски Савез | 0 : 0 (продуж.) | Индонезија |
| --------------- | --------------- | ---------- |
|                 | Извештај        |            |

| Совјетски Савез                          | 4 : 0    | Индонезија |
| ---------------------------------------- | -------- | ---------- |
| Салников 17’ 59’ · Иванов 19’ · Нето 43’ | Извештај |            |

| Бугарска                                          | 6 : 1    | Велика Британија |
| ------------------------------------------------- | -------- | ---------------- |
| Димитров 6’ · Колев 40’ 85’ · Миланов 45’ 75’ 80’ | Извештај | Левис 30’        |

| Аустралија    | 2 : 4    | Индија                        |
| ------------- | -------- | ----------------------------- |
| Мароу 17’ 41’ | Извештај | Десоуза 9’ 33’ 50’ · Киту 80’ |

### Полуфинале
| Југославија                                       | 4 : 1    | Индија      |
| ------------------------------------------------- | -------- | ----------- |
| Папец 54’ 65’ · Веселиновић 57’ · Салам 78’ (аг.) | Извештај | Десоуза 52’ |

| Совјетски Савез               | 2 : 1 (продуж.) | Бугарска  |
| ----------------------------- | --------------- | --------- |
| Стрелтсов 112’ · Татушин 116’ | Извештај        | Колев 95’ |

### Финале

#### Утакмица за треће место
| Бугарска                    | 3 : 0    | Индија |
| --------------------------- | -------- | ------ |
| Дијев 37’ 60’ · Миланов 42’ | Извештај |        |

#### Утакмица за злато
| Совјетски Савез | 1 : 0    | Југославија |
| --------------- | -------- | ----------- |
| Илијин 48’      | Извештај |             |

## Стрелци
4 гола
- Невил Десоуза (Индија)
- Тодор Веселиновић (Југославија)
- Димитар Миланов (Бугарска)

3 гола
- Иван Петков Колев (Бугарска)
- Џек Лејборн (Велика Британија)
- Мухамед Мујић (Југославија)
- Златко Папец (Југославија)

2 гола
- Брус Мароу (Aустралија)
- Тодор Дијев (Бугарска)
- Џорџ Бромилоу (Велика Британија)
- Џим Левис (Велика Британија)
- Чарли Твисел (Велика Британија)
- Сергеј Салников (Совјетски Савез)
- Едуард Стрелтсов (Совјетски Савез)
- Сава Антић (Југославија)

1 гол
- Френк Лоурен (Аустралија)
- Грахам Мекмилан (Аустралија)
- Георги Димитров (Бугарска)
- Ернст-Гантер Хабиг (Немачка)
- Лаури Tоп (Велика Британија)
- Кришна Киту (Индија)
- Анатоли Илијин (Совјетски Савез)
- Анатоли Исајев (Совјетски Савез)
- Валентин Иванов (Совјестки Савез)
- Игор Нето (Совјетски Савез)
- Борис Татушин (Совјетски Савез)
- Ал Зерхусен (САД)

Аутоголови 
-  Мухамед Абдус Салам (Индија; против Југославије)